# Mangi Meli

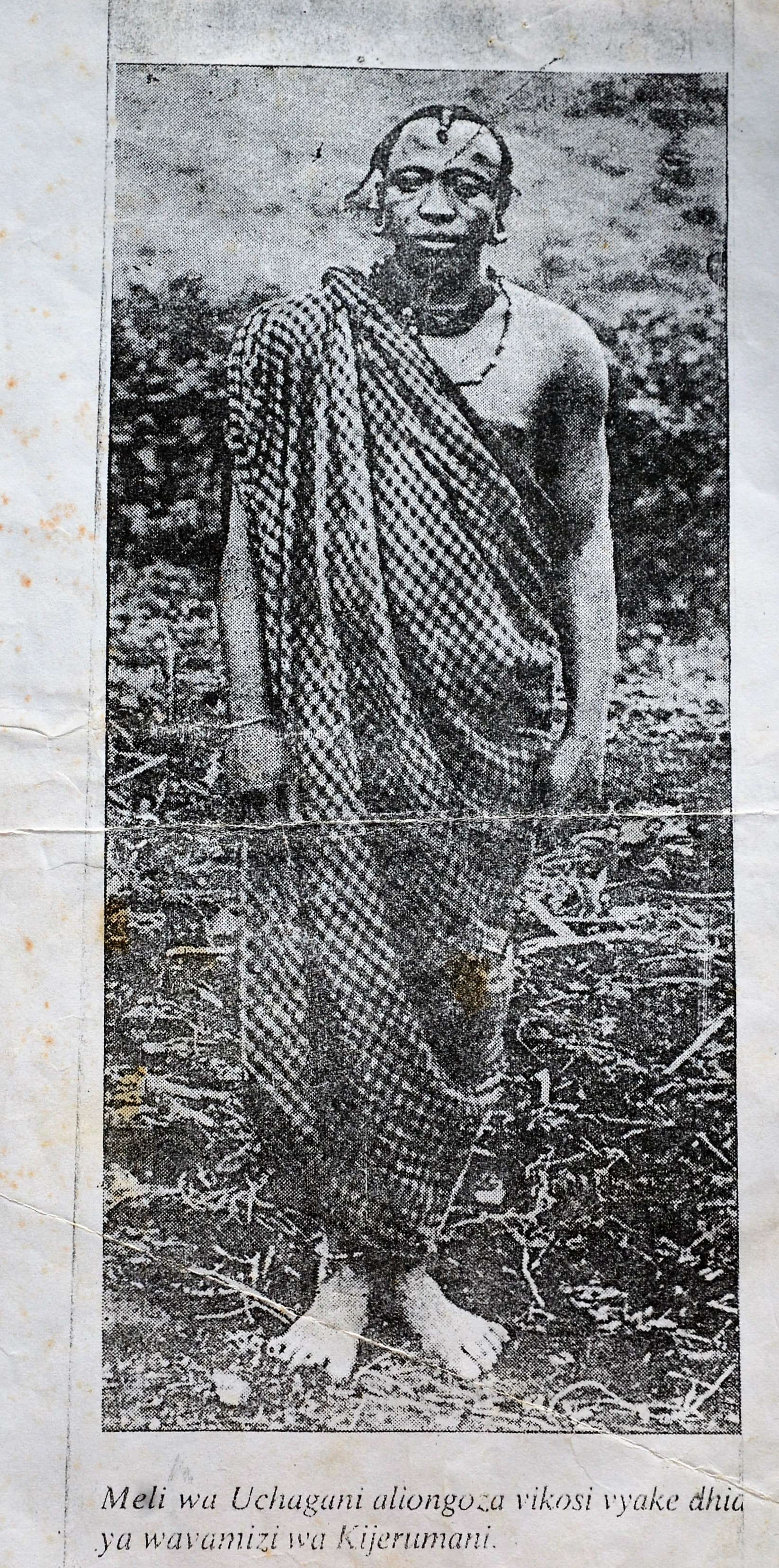
Manga Meli. Fotografie von A. Kerim. Original abgedruckt in Hans Meyers Der Kilimandjaro von 1900.

Mangi Meli (teilweise auch Kiwusa, * 1866; † 2. März 1900 in Moschi, heute Tansania) war ein Anführer des Volkes der Chagga.

## Name
Der Name setzt sich aus Mangi für König und Meli (Swahili für Dampf- oder Postschiff) zusammen. Als weiterer Name ist Kiwusa überliefert, was als (Menschen-)Menge übersetzt werden kann.

## Leben

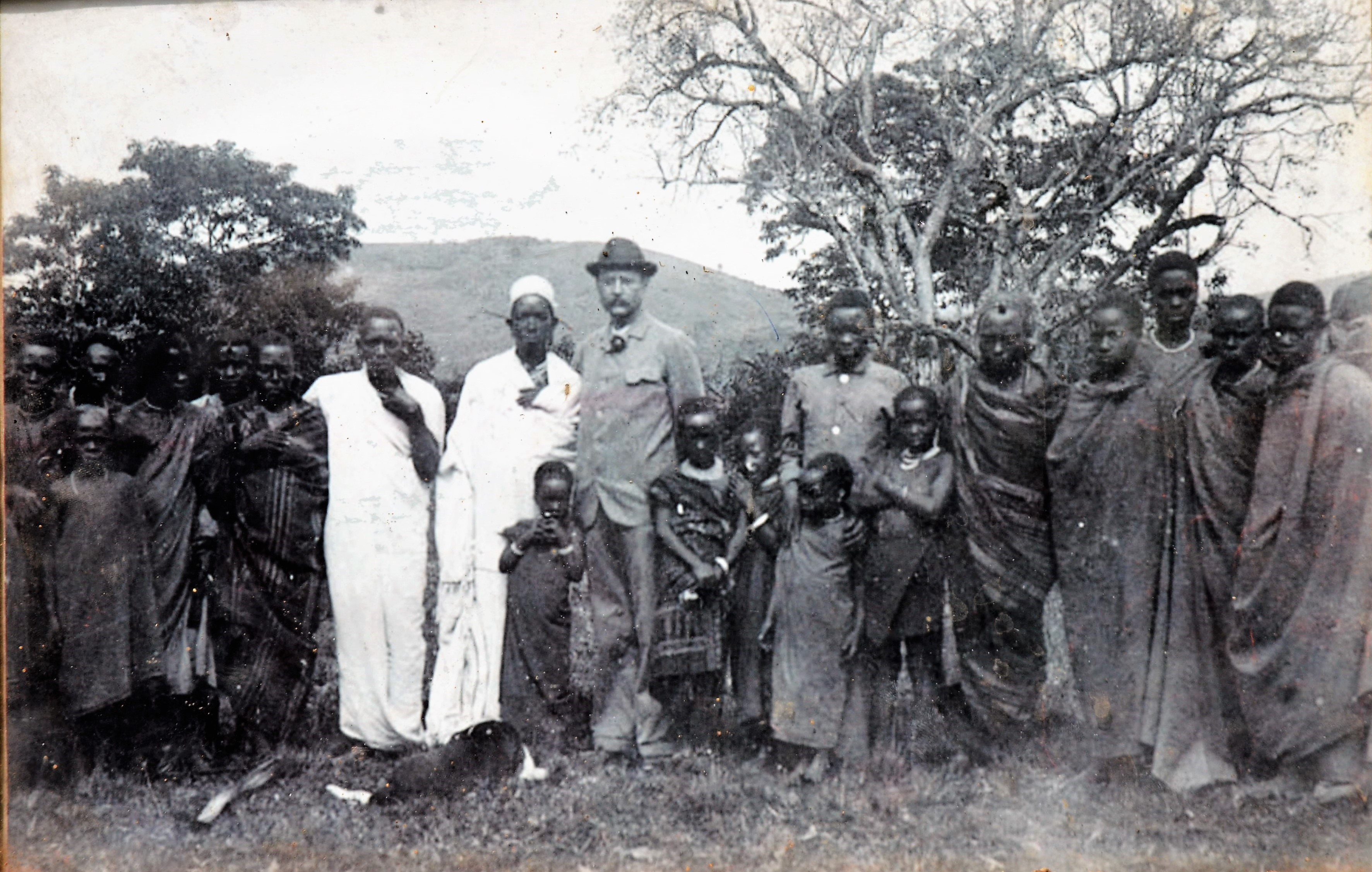
Mangi Meli, im weißen Gewand links. Mittig Hans Meyer, während seines Aufenthaltes in Moschi vor der Besteigung des Kilimandscharo

Meli war Sohn des Häuptlings Mandara, im Alter auch Rindi genannt, der ab 1860 durch die Kontrolle des Karawanenweges südlich des Kilimandscharo zu Macht und Einfluss gelangte und dessen Sitz seine Boma in Moschi war. Als die Deutschen in den 1880er Jahren ihren Einfluss von der ostafrikanischen Küste ins Inland ausdehnten, kooperierte Mandara mit ihnen.
Mangi Meli wurde 1891 Anführer der Chagga, die rund um das Kilimandscharo-Massiv in Tansania leben. Etwa zur gleichen Zeit wurde von einem benachbarten Anführer ein Komplott arrangiert, bei dem ein afrikanischer Kolonialsoldat auf dem von Mangi Meli regierten Gebiet starb.
Die deutschen Kolonialherren, die zu jener Zeit das Gebiet von Tansania kontrollierten, verlangten eine Kompensation, die allerdings von Mangi Meli abgelehnt wurde. In diesem Zusammenhang kam es zu einer Revolte der ansässigen Chagga-Krieger gegen die deutsche Kolonialmacht. Die Chagga griffen mit ca. 150 mit Zündschloss-Gewehren bewaffneten Kriegern die sich in Unterzahl verteidigende, aber besser bewaffnete deutsche Schutztruppe am 10. Juni 1892 in ihrer Garnison in Moschi an, wurden jedoch unter großen Verlusten zurückgeschlagen. Auch die deutsche Schutztruppe hatte Verluste zu beklagen, deren verstreute und zum Teil zerstörte Grabplatten noch heute auf einem Feld vor der an der Stelle der alten Garnison neu entstandenen „Secondary Schule“ zu finden sind. Im August 1893 wurde Mangi Meli schließlich durch deutsche Truppen geschlagen, wenngleich ihm im Anschluss zugestanden wurde, weiter zu regieren.

### Hinrichtung
Obwohl sich Mangi Meli den deutschen Kolonisten gegenüber als loyal zeigte, wurde er im Jahr 1900 von den Deutschen beschuldigt, mit anderen Anführern der Chagga eine Verschwörung zu planen. Andere Quellen sprechen von einem versuchten Überfall auf die Militärstation Moschi oder der Weigerung, eine so genannte Hüttensteuer zu bezahlen. Zusammen mit 18 anderen Anführern der Chagga wurde er durch Hängen in der Nähe von Moschi hingerichtet. Überlieferungen zufolge habe Meli sieben Stunden am Strick gehangen, bevor er mit einem Kopfschuss hingerichtet wurde.

„Schon am nächsten Morgen  – dem 2. des vorigen Monats – empfingen wir die Nachricht, daß nach dem Richterspruch des Kriegsgerichtes Meli, Mlelia nebst Konsorten gehangen worden seien [...] Meli benahm sich dabei in gewisser Weise heldenhaft. Nachdem er dem Hauptmann Johannes ‚Kuaheri‘, d. i. Lebewohl, zugerufen, sprang er selbst vom Trittbrett herab [...] Es thut uns leid, daß er sein Leben am Galgen beschloss.“

Kurze Zeit später wurde die Hinrichtung als Fehler angesehen und der Verantwortliche, Hauptmann Karl Kurt Johannes, von seiner Verantwortung entbunden. Seit 2019 existiert eine Gedenkstätte im Chagga-Zentrum Moshi, in der eine Dauerausstellung beheimatet ist. Im gleichen Jahr, am Todestag Melis, wurde unter dem für die Hinrichtung genutzten Baum ein spendenfinanziertes Monument mit einer Büste von Mangi Meli errichtet. Die Inschrift – auf Kichagga, Kiswahili, Englisch und Deutsch – lautet:

„Hier ruht in Ehren Mangi Meli Kiusa, Herrscher von Moshi im Land der Chagga von 1891-1900, Sohn des großen Mangi Rindi Mandara (Makindara), Herrscher von ca. 1860-1891. Chief Meli bekämpfte die kolonialen Invasoren aus Deutschland und wehrte sich entschlossen gegen die Besetzung der Kilimandscharo-Region und die Unterdrückung der Bevölkerung der Chagga. Sein Widerstand endete am 2. März 1900, als er mit 18 weiteren Chiefs und Oberen der Chagga an diesem Baum gehängt wurde. Sein Haupt soll nach Deutschland verschifft worden sein und konnte bis heute nicht gefunden werden. Unser heldenhafter Kämpfer! Möge deine Seele ewigen Frieden finden.“

### Verbleib des Schädels
Es wird angenommen, dass der Schädel von Mangi Meli nach seiner Hinrichtung abgetrennt und nach Deutschland gebracht wurde. Ferner wird vermutet, dass sich der Schädel in einem Lager der Stiftung Preußischer Kulturbesitz befindet. Nicht zuletzt vor dem Hintergrund der rituellen Bedeutung des Schädels werden Rückforderungen erhoben, jedoch nicht von offizieller Seite der Regierung in Tansania. 2018 wurde mithilfe der DNA eines Enkels Melis, Isaria Anael Meli, ein Genvergleich mit allen sechs Schädeln aus der Sammlung der Stiftung Preußischer Kulturbesitz, die nachweislich aus den Gebieten um den Kilimandscharo stammen, vorgenommen. Dabei wurden keine Übereinstimmungen festgestellt. Als weitere mögliche Orte, an denen sich der Schädel befindet, werden nunmehr Rostock, Dresden und Straßburg vermutet.